# Magloire Ambroise
Magloire Ambroise (1774-1807), officier supérieur dans l'armée coloniale française et général de l'armée révolutionnaire haïtienne, héros de l'indépendance d'Haïti et cosignataire de l'Acte de l'Indépendance de la Republique d'Haïti du 1er janvier 1804.
Magloire Ambroise est né à Jacmel dans l'île de Saint-Domingue en 1774.
En 1799, durant la Guerre des couteaux qui opposait les troupes noires de Toussaint Louverture au Nord aux troupes mulâtres du général André Rigaud au Sud, Magloire sauva la vie de centaines de familles respectées à Jacmel. En conséquence, il fut considéré comme un héros par la population de cette ville à cette époque. 
En 1802, Jean-Jacques Dessalines le nomma commandant de Jacmel. Cependant, les troupes françaises s'emparèrent de la ville comme dans de nombreuses villes dans le pays à cette époque. 
En 1803, Magloire Ambroise fit le siège de Jacmel. Le siège prit fin le 17 octobre, 1803 quand les troupes françaises se rendirent au général Magloire qui accepta que les troupes françaises embarquent à bord d'un navire en mouillage dans le port. 
En 1804, Magloire Ambroise a été l'un des généraux qui ont signé l'Acte d'indépendance de la République d'Haïti. Commandant militaire de la région de Jacmel, il supervise la construction de Fort-Ogé, au-dessus de Cayes-Jacmel.
En février 1806, sur l'ordre de Dessalines, Magloire Ambroise a reçu Francisco de Miranda (leader sud-américain qui a combattu pour libérer l'Amérique latine contre le régime espagnol) et donna des munitions à Miranda et des hommes en renfort pour combattre les Espagnols. Le mois suivant, le 12 mars 1806, le pavillon vénézuélien fut créé dans le port de Jacmel. Au Venezuela, cette journée est célébrée comme la journée du pavillon. Le drapeau vénézuélien est rouge et bleu comme celui d'Haïti et symbolise l'amitié entre les deux pays. 
En 1807, Magloire Ambroise est devenu président du Sénat et ses troupes veulent même le nommer à la présidence de la République. Cependant, il n'accepte pas cette proposition. Il est néanmoins arrêté par le général Bonnet sur ordre d'Alexandre Pétion. Il décède dans la prison de Port-au-Prince le 7 décembre 1807. Certaines sources historiques disent qu'il se serait suicidé alors d'autres sources indiquent un assassinat de la part de Pétion. Après sa mort, Pétion est devenu le nouveau chef du Sénat avant de devenir, plus tard, président de la République.